# MaK G 1203 BB
Die Lokomotive MaK G 1203 BB ist eine dieselhydraulische Lokomotive, die von der  Maschinenbau Kiel (MaK) gebaut wurde.
Die Achsfolge der MaK G 1203 BB ist B’B’. Sie erreicht eine maximale Geschwindigkeit von bis zu 70 km/h. Eingebaut wurden Motoren von MTU (745 kW) und Cummins (761 kW). Je nach Ausrüstungsvariante bringt sie es auf eine Dienstmasse von 70 t bis 100 t. Ihr Tankinhalt beträgt 2.500 l. Die MaK G 1203 BB unterscheidet sich von der 1978 in nur einem Exemplar gebauten G 1201 BB lediglich durch den stärkeren Motor.
Die MaK G 1203 BB wurde zwischen 1982 und 1991 in 25 Exemplaren gebaut. Sie gingen an 14 verschiedene Eisenbahnbetreiber in Deutschland. Eine Lok wurde nach Schweden geliefert. Sechs mit Cummins-Motoren ausgerüstete G 1203 BB wurden nach Gabun exportiert.
Im Deutschen Fahrzeugeinstellungsregister wurde für diese Bauart die Baureihennummer 98 80 0273 vergeben.